# 白い2白いサンゴ礁
「白い2白いサンゴ礁」（しろいしろいしろいさんごしょう）は、Mi-Keの5枚目のシングル。

## 解説
- 歌詞は、フォークのヒット曲のタイトルを順列組み合わせで構成（外部リンク参照[1]）。
- アルバム『忘れじのフォーク・白い2白いサンゴ礁』、『complete of Mi-Ke at the BEING studio』に収録。
- BMGルームスより再発されている。
- Mi-Ke CLIPSにこの曲のPVが収録されている。Mi-Keの3人が江ノ電に乗車したり、鶴岡八幡宮で記念写真を撮ったりするシーンが収録されている。
- 音楽的には歌詞にも引用されている「岬めぐり」を意識した作りとなっている。ギターの16分音符アルペジオ、ベースドラム相当のリズム、リコーダーの使用などがその根拠となる。

## 収録曲
1. 白い2白いサンゴ礁
作詞：長戸大幸、作曲・編曲：織田哲郎
2. お気に入りのワーゲン
作詞・作曲：関ゆみ子、編曲：池田大介
3. 白い2白いサンゴ礁（オリジナル・カラオケ）

注：白い2白いサンゴ礁は解説にもあるように過去のヒット曲のタイトルを組み合わせて、歌詞にしたため厳密には「作詞家」は存在しない楽曲である。シングルパッケージ内側などでは「作詞」ではなく「順列組み合わせ」とクレジットされている。

## タイアップ
- テレビ朝日『ディズニータイム』エンディング・テーマ

## カバー
- チェリッシュ - 2008年2月発売の『L.O.V.E. あの頃青春グラフィティ "あの日 あの時 あのメロディ"』に収録。エフエム世田谷制作（後にミュージックバード制作に移管）のラジオ番組「あの頃青春グラフィティ」のテーマ曲としても使用されている。